# Onciale 0182
- Papyrus
- Onciale
- Minuscules
- Lectionnaire

Le Codex 0182, portant le numéro de référence 0182 (Gregory-Aland), est un manuscrit du Nouveau Testament sur parchemin écrit en écriture grecque onciale.

## Description
Le codex se compose d'une folio. Il est écrit en une colonne, de 21 lignes par colonne. Les dimensions du manuscrit sont 15 x 9 cm. Les paléographes datent ce manuscrit du Ve siècle,.
C'est un manuscrit contenant le texte incomplet de l'Évangile selon Luc (19,18-20,22-24). 
Le texte du codex représenté est de type alexandrin. Kurt Aland le classe en Catégorie III. 
Lieu de conservation
Il est actuellement conservé à la Bibliothèque nationale autrichienne (Pap. G. 39781) de Vienne.